# Sobrado (arquitectura)

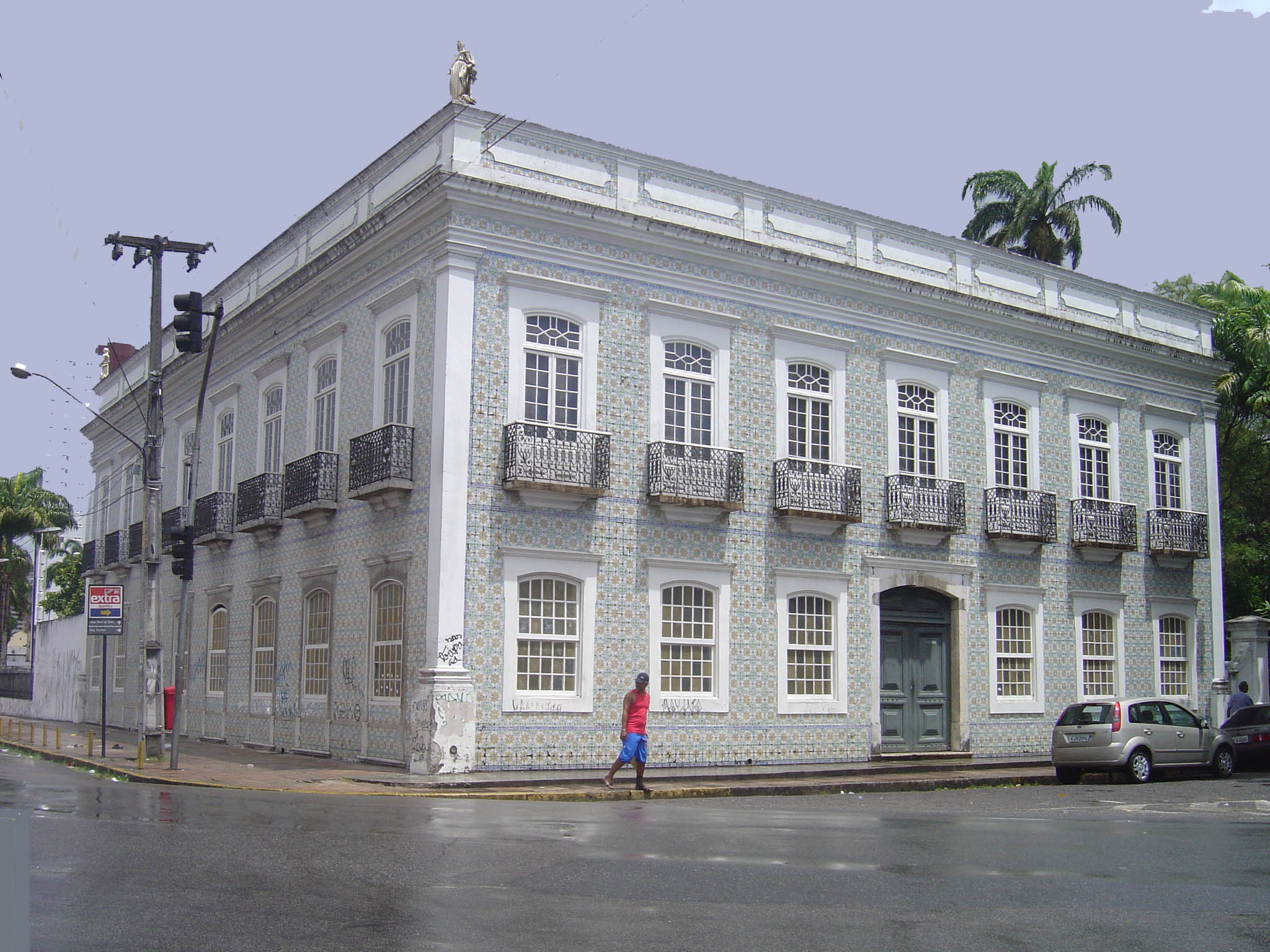
Sobrado de la Madalena, Recife.

Un sobrado és un tipus d'edificació constituïda per dos o més pisos i amb una relativament gran superfície construïda. En l'època del Brasil colonial els sobrados eren les residències dels senyors en les ciutats i van marcar l'inici d'una tímida urbanització del Brasil. En el període anterior, existia un antagonisme existia entre la casa-gran i la senzala, mentre que als sobrados s'oposaven les cabanes, que eren residències de les capes més pobres de la societat. L'expressió va sorgir de manera natural a partir dels sobrados construïts en les ciutats mineres (especialment durant el Cicle de l'Or), normalment caracteritzades per una topografia típicament anomenada de "mar de morros": les construccions eren realitzades a partir del nivell més alt del carrer, de forma que "sobrava" un espai sota el pis principal de l'edificació. Amb el temps, aquest nivell inferior va passar a ser considerat la planta baixa, que caracteritza els "sobrados".
Actualment, es dona el nom de sobrado a qualsevol residència amb més d'un pis, podent ser fins i tot una local comercial.